# Common Scrambling Algorithm
Common Scrambling Algorithm (CSA) je šifrovací algoritmus používaný v digitálním televizním vysílání (DVB) pro zajištění ochrany kódovaných televizních kanálů proti neoprávněnému příjmu.
CSA definoval Evropský ústav pro telekomunikační normy (ETSI) a v květnu 1994 jej převzalo DVB konsorcium. Jeho následníkem je CSA3, založený na kombinaci 128bitového šifrování Advanced Encryption Standard (AES) a utajované blokové šifry XRC. CSA3 se však zatím příliš nepoužívá, takže CSA je stále dominantní metodou pro ochranu DVB vysílání.